# Eremiaphila cairina
Eremiaphila cairina è una specie di mantide religiosa appartenente al genere Eremiaphila.